# Bảo tàng Władysław Orkan ở Rabka-Zdrój
Bảo tàng Władysław Orkan ở Rabka-Zdrój (tiếng Ba Lan: Muzeum im. Władysława Orkana w Rabce-Zdroju) là một bảo tàng tọa lạc tại số 2 Phố Władysława Orkana, Rabka-Zdrój, Ba Lan. Trụ sở của Bảo tàng là một ngôi nhà thờ gỗ lịch sử được xây dựng vào nửa đầu thế kỷ 17.

## Lịch sử hình thành
Theo khởi xướng của Hiệp hội Tatra Ba Lan, từ năm 1929 đến năm 1936, ngôi nhà thờ được chuyển đổi thành trụ sở của Bảo tàng Władysław Orkan. Các bộ sưu tập của Bảo tàng được trưng bày trong tháp chuông của nhà thờ. Bảo tàng Władysław Orkan ở Rabka-Zdrój chính thức khánh thành vào tháng 8 năm 1936.

## Triển lãm
Các bộ sưu tập của Bảo tàng Władysław Orkan ở Rabka-Zdrój chiếm năm phòng trưng bày và được bố trí theo các chủ đề khác nhau. Các vật dụng hàng ngày được sử dụng vào thế kỷ 19 và 20 giúp khách tham quan thêm hiểu biết về cuộc sống trước đây của những người dân vùng cao sống ở Beskids. Ngoài ra, Bảo tàng còn triển lãm về các lĩnh vực: nghệ thuật, trang phục, hàng thủ công nông thôn và kinh tế. Những hiện vật và kỷ vật có liên quan đến cuộc đời của Władysław Orkan bao gồm: nhạc cụ, đồ chơi, các bức ảnh chụp Władysław Orkan cùng mẹ, và các thứ khác.